# Jorge de Vasconcelos Nunes
Jorge de Vasconcelos Nunes GCC (Grândola, 16 de julho de 1878 — Lisboa, 15 de março de 1936), conhecido também como Jorge Nunes, foi um político português.

## Biografia
Foi responsável pelo ministério da Agricultura entre 27 de Janeiro de 1919 e 29 de Junho de 1919.
A 5 de Outubro de 1921 foi agraciado com a Grã-Cruz da Ordem Militar de Nosso Senhor Jesus Cristo.